# Torre del Torco
Torre del Torco es un pico enclavado en el Macizo Occidental de los Picos de Europa o Cornión, en la divisoria de las provincias de Asturias y León en la cordillera Cantábrica en el macizo Asturiano.
- Datos: Q6150686